# ألبرت رودولف
ألبرت رودولف (بالإنجليزية: Albert Rudolph)‏ هو تاجر أعمال فنية أمريكي، ولد في 24 يناير 1928 في بروكلين في الولايات المتحدة، وتوفي في 21 فبراير 1973.